# Kałmykiwka (hromada Starobielsk)
Kałmykiwka (ukr. Калмиківка) – wieś na Ukrainie, w obwodzie ługańskim, w rejonie starobielskim, w hromadzie Starobielsk. W 2001 liczyła 709 mieszkańców.